# Bullshit
Bullshit (također bullshite ili bullcrap), u prijevodu na hrvatski "sranje", česta je psovka u engleskom jeziku koja može biti skraćena na eufemizam bull ili inicijale B.S. U britanskom engleskom, usporediva je s riječju "bollocks". Uglavnom je pojam korišten u slengu i znači "besmisleno", posebno kao kritika u odgovoru na nešto izrečeno ili radnje na koje se gleda kao obmanjive, varljive, neiskrene, nepoštene ili lažne. Kao i druge slične riječi, može se koristiti kao uzvik ili u nekom drugom dijelu govora te može nositi širok spektar značenja. Osoba koja priča besmislice o nekoj temi može se nazvati „bullshit umjetnikom“. 
U filozofiji i kognitivnoj psihologiji pojam „bullshit“ ponekad je korišten za referiranje na izjave stvorene bez posebne brige o istini, u svrhu razlikovanja od namjerne, manipulativne laži koja za cilj ima podrivanje istine. U poslovnom svijetu predlažu se smjernice za razumijevanje, prepoznavanje, prevenciju i djelovanje na bullshit u svrhu sprječavanja nastanka i širenja ovog oblika netočne informacije na radnom mjestu te u medijima i društvu.
Iako se riječ općenito upotrebljava u podrugljivom smislu, može podrazumijevati dozu poštovanja za jezične vještine i lakomislenost, uz druge bezazlene upotrebe. U filozofiji, Harry Frankfurt jedan je od onih koji su analizirali koncept bullshita kao pojam povezan s laganjem, ali različit od njega. 
Kao povik, „Bullshit!“ označava mjeru nezadovoljstva nekim ili nečim, ali ova upotreba ne mora biti komentar na istinitost čega. 

## Etimologija
„Bull“, što znači besmislica, potiče iz 17. stoljeća, dok se pojam „bullshit“ koristio još 1915. u britanskom i američkom slengu, a popularnost je stekao tijekom Drugog svjetskog rata. Sama riječ „bull“ možda je proizašla od starofrancuskog bole što znači "prijevara, obmana".  Pojam „horseshit“ gotovo predstavlja sinonim. Povremeno korišten ekvivalent u južnoafričkom engleskom, iako češći u australskom slengu je „bull dust“. 
Najraniji dokaz koji se spominje u Concise Oxford English Dictionaryju je zapravo T.S. Eliot, koji je između 1910. i 1916. napisao poemu naslovljenu „The Triumph of Bullshit“, napisanu u obliku balade. Sama riječ ne pojavljuje se u tekstu pjesme, a pjesma nikada nije objavljena.
Što se tiče ranije etimologije, Oxford English Dictionary navodi riječ bull sa značenjem „trivijalno, neiskreno, neistinito govorenje ili pisanje, besmislica“. Opisuje ovu upotrebu kao nepoznatog podrijetla, ali napominje da bi na starofrancuskom ta riječ mogla značiti „prijevara, obmana, lukavstvo“, na islandskom "besmislica", na srednjoengleskom kao imenica „laž“, a kao glagol „nasamariti, izrugivati, varati“.
Iako nema potvrđene etimološke veze, ova starija značenja sinonimi su modernog izraza „bull“ koji se općenito smatra i koristi kao skraćenica za „bullshit“. 
Drugi je prijedlog, prema leksikografu Ericu Partridgeu, da su pojam popularizirale australske i novozelandske trupe oko 1916. stigavši na front tijekom Prvog svjetskog rata. Partridge tvrdi da su britanski zapovjednici stavili naglasak na bull; to jest, pozornost na pojavu riječi, čak i kada je to otežavalo vođenje rata. Strani Kopači(Diggers) navodno su izluđivali Britance nazivajući to bullshitom.
U Orwellovom Nitko i ništa u Parizu i Londonu, Orwell piše da je uvreda bullshit proizašla od boljševika, a poveznica s komunistima je izvor uvredljivog karaktera te riječi.

## U filozofiji istine i retorici

### Tvrdnje o činjenicama
"Bullshit" se obično koristi za opisivanje izjava koje daju ljudi više zaokupljeni reakcijom publike nego istinom i točnošću, poput izjava usmjerenih na ciljeve u području politike ili oglašavanja. Jednom prigodom, sama riječ je bila dio kontroverzne reklame. Tijekom predsjedničke kampanje u SAD- u 1980., kandidat Građanske stranke Barry Commoner objavio je radijsku reklamu koja je započela uzvikom glumca: "Bullshit! Carter, Reagan i Anderson, it's all bullshit!"("Sranje! Carter, Reagan i Anderson, sve je to sranje!"). NBC je odbio pustiti reklamu u program zbog samog pojma "bullshit", ali Commoner je uputio apel Federalnoj komisiji za komunikacije u svrhu puštanja reklame u program bez dodatnih izmjena te je Commoner na kraju u tome i uspio.

### Koncept Harryja Frankfurta
U svom eseju On Bullshit (prvotno napisanom 1986., a objavljenom kao monografija 2005.), filozof Harry Frankfurt sa Sveučilišta Princeton opisuje bullshit kao oblik neistine različit od laži. Lažljivac, tvrdi Frankfurt, zna i brine o istini, ali s namjerom želi zavarati umjesto govoriti istinu. "Bullshitter", s druge strane, ne mari za istinu i samo želi impresionirati:
"Osoba ne može lagati ako misli da zna istinu. Za stvaranje bullshita, takvo uvjerenje nije potrebno. Osoba koja laže odgovara na istinu i u toj mjeri ju poštuje. Kada iskren čovjek govori, kaže samo ono što vjeruje da je istinito; a za lažljivca je neophodno da smatra kako su njegove izjave lažne. Za bullshittera, pak, ne vrijedi ni jedno od toga; niti je na strani istine, niti laži. Ne razmišlja o činjenicama kao iskren čovjek ili lažljivac, osim ako su povezani s njegovim interesom da se izvuče onim što kaže. On ne brine opisuju li stvari koje kaže ispravnu sliku stvarnosti. On ih samo odabere ili izmisli, u skladu sa svrhom u kojoj mu trebaju."
Frankfurt povezuje ovu analizu bullshita s gnušanjem Ludwiga Wittgensteina prema "besmislenom" razgovoru i s popularnim konceptom "bull sessiona" u kojoj će govornici bez ikakve predanosti isprobavati neobične poglede. Za premoć „bullshita“ u modernom društvu krivi anti-realizam i sve češću pojavu situacija u kojima se od ljudi očekuje da govore ili daju mišljenje bez prikladnog znanja o temi. 
Neki politički komentatori vidjeli su da Frankfurtov koncept bullshita pruža uvid u političke kampanje. Gerald Cohen je u "Deeper into Bullshit" suprotstavio onu vrstu "bullshita" koju Frankfurt opisuje jednoj drugoj vrsti: besmislice diskursa predstavljene kao smisao. Cohen ističe da se ova vrsta bullshita može proizvesti slučajno ili namjerno. Dok neki autori namjerno proizvode bullshit, osoba za cilj može imati stvoriti nešto smisleno, ali greškom stvoriti bullshit; ili osoba koja je povjerovala u bullshit može ponoviti isti bez namjere da zavara druge.
Cohen daje primjer djela Alana Sokala "Prelazak granica" kao djela namjernog bullshita. Sokalov cilj u stvaranju bio je pokazati da "postmodernistički" urednici koji su prihvatili njegov rad i objavili ga ne mogu razlikovati besmisleno od smislenog, time implicirajući da je njihovo područje "bullshit". 

## U svakodnevnom jeziku
Izvan akademskog svijeta, među prirodnim govornicima sjevernoameričkog engleskog, kao usklik ili pridjev, bullshit prenosi opće nezadovoljstvo, prigovor na što ili ukazuje na nepravednost u nekoj situaciji. Ovo kolokvijalno korištenje "bullshita", započeto u 20. stoljeću, označava tuđi diskurs kao glupost.

## U popularnoj kulturi
- Showtimeova TV serija Penn & Teller: Bullshit! odbacuje mnoga uvriježena vjerovanja i često kritizira komentare određenih ljudi. Penn Jillette izjavila je da je ime izabrano jer bi ih mogli tužiti zbog toga što su rekli da je netko lažov, ali ne i ako kažu da pričaju "bullshit".